# Мачкасов, Валентин Павлович
Валентин Павлович Мачкасов (1 (14) июля 1910 год, Самара — 1 августа 1990, Рязань) — русский советский театральный актёр. Народный артист РСФСР (1965).

## Биография
Валентин Павлович Мачкасов родился 1 (14) июля 1910 года в Самаре в семье актёра. Во время Гражданской войны жил в Самарском детском доме, участвовал в самодеятельности. После семилетки работал электромонтёром на заводе, играл в заводском творческом коллективе «Синяя блуза». В январе 1930 года был зачислен в труппу Самарского театра драмы под руководством А. Г. Ридаля, где дебютировал в роли пожилого попика-рыбака в пьесе А. Афиногенова «Чудак».
Сценическую деятельность начал в 1930 году в Самарском драматическом театре. Затем играл в театрах Ашхабада, Днепродзержинска, Уссурийска, Якутска, Владимира, Белгорода, Даугавпилса. В 1950-е годы был актёром Дзержинского театра драмы в Дзержинске, в котором в 1954 году получил звание заслуженного артиста РСФСР за роль комиссара Воробьёва в пьесе «Настоящий человек» Т. Лондона по повести Б. Полевого.
В 1959—1965 годах был актёром Алтайского краевого театра драмы в Барнауле.
Работал в театрах Жданова и Рязани.
Последние годы жил в Рязани, умер 1 августа 1990 года.

## Награды и премии
- Заслуженный артист РСФСР (1.09.1955).
- Народный артист РСФСР (18.12.1965).

## Работы в театре
- 1954 — «Настоящий человек» Т. Лондона по повести Б. Полевого — комиссар Воробьёв
- 1959 — «Братья Ершовы» В. Кочетова — Горбачёв
- 1960 — «Иркутская история» А. Арбузова — Сердюк
- 1962 — «Один день» Ю. Германа и В. Реста — Лапшин
- 1963 — «Преступление и наказание» Ф. Достоевского — Мармеладов
- 1963 — «Палата» С. Алешина — Новиков
- 1964 — «Совесть» Д. Павловой — Сартаков
- 1965 — «Чти отца своего» В. Лаврентьева — Кичигин
- 1965 — «Между ливнями» А. Штейна — комиссар Позднышев
- «Вишнёвый сад» А. Чехова — Епиходов
- «Последняя жертва» А. Островского — Прибытков
- «Угрюм-река» по роману В. Шишкова — Громов